# Parornix maura
Parornix maura là một loài bướm đêm thuộc họ Gracillariidae. Nó được tìm thấy ở Algérie và Maroc.